# Francisco Gómez de la Torre
Francisco Javier Gómez de la Torre Pereyra (Arequipa, Perú, 24 de julio de 1865 - 8 de febrero de 1938) fue Rector de la Universidad Nacional San Agustín de Arequipa (UNSA)  de 1930 a 1938. Influyó en la vida política e intelectual del Perú.

## Su trayectoria académica
En 1892 obtuvo el grado de bachiller en la Facultad de Ciencias de la Universidad Nacional de San Agustín con su tesis «Consideradas las fuerzas naturales de una manera absoluta, no puede afirmarse que se anonaden ni total ni parcialmente», en la que sostenía la indestructibilidad de la materia, propuesta que resultaba audaz en una Universidad en la que los dogmas de la Iglesia Católica no podían ponerse en discusión.
En 1893 ingresa a laborar como profesor de Ciencias Naturales del Colegio Independencia Americana. Se gradúa de abogado en 1896.
La dictadura de Augusto B. Leguía, conocida como el Oncenio de Leguía (1919-1930) se ensañó con la Universidad Nacional de San Agustín y ante la intromisión gubernamental que restó categoría a dicha casa de estudios, un grupo de profesores renunció en señal de protesta en 1928, entre ellos estaba Francisco Gómez de la Torre, que había ingresado a la docencia universitaria en 1919. Caído el régimen, Gómez de la Torre se reintegra a la UNSA y es elegido poco después como su Rector, con la unanimidad de los votos. Más tarde sería reelegido dos veces.
Su gestión se distinguió por llamar a la cátedra  nuevos profesores, sin tener en cuenta sus posiciones políticas. Para ello estableció el concurso de oposición como norma para la obtención de las cátedras. Dio gran impulso a las bibliotecas; implantó conferencias de extensión universitaria; auspició conferencias de intelctuales peruanos y extranjeros y dotó de una radioemisora al Instituto de Extensión Cultural. Paralelamente promocionó la libertad de cátedra y propició la práctica del deporte como función educativa.
Como docente, se destacó por la precisión que le daba lo bien informado que era. En la Universidad dictó las cátedras de Filosofía del Derecho, y Derecho Romano.

## Su trayectoria política
Tras la Guerra del Pacífico, que desnudó las precariedades de la clase dirigente peruana, surgió la voz radical y moralizante de Manuel González Prada que rápidamente ganó adeptos en todo el país. En Arequipa, bajo su inspiración, un grupo de estudiantes forman la «Asociación Peruana», que tenía entre sus principales objetivos la recuperación de Tacna y Arica, arrebatadas por Chile como botín de guerra. Francisco Gómez de la Torre se va a convertir en asesor de este grupo, que más tarde derivaría en el núcleo político «Asociación Patriótica» del que Gómez de la Torre sería su primer secretario y luego su presidente.
La «Asociación Patriótica», por su radicalismo y el libre pensar que proclamaba, se  ganó pronto la ojeriza del caciquismo local, del clero y de las autoridades gubernamentales. Sus ideas empezaron a difundirse a través de su propio órgano de difusión, el semanario «La Patria», en el que Gómez de la Torre publicó numerosos artículos. Para entender lo encendido del debate de la época, baste decir, que esta publicación fue excomulgada por el canónigo Porcel en la Iglesia de Cayma. Más tarde el gobierno recurrió a apremios económicos para en la práctica clausurar el periódico.
En 1904 reapareció «La Patria», esta vez como órgano de la «Unión Nacional», partido fundado por Manuel González Prada. Francisco Gómez de la Torre se encargaba de las editoriales, pero además realizó producción literaria bajo el epígrafe de «Figuras Claras» y con el pseudónimo de Frascuelo. Lo que hacía era retratar costumbres y maneras de la Arequipa de su época.

## Obras y publicaciones
- Figuras claras
- Arequipa a vuelo de mosca
- Memorias de la Universidad de 1931 a 1938

### Medios impresos
- Revista de la Universidad
- Revista «El Derecho»
- La Gaceta del Puerto
- La Gaceta Mercantil
- La Revista del Sur
- La Patria
- La Integridad
- El Callao
- El Monitor Arequipeño
- Escocia